# Chaetodon trifasciatus
Chaetodon trifasciatus är en fiskart som beskrevs av Park, 1797. Chaetodon trifasciatus ingår i släktet Chaetodon och familjen Chaetodontidae. IUCN kategoriserar arten globalt som livskraftig. Inga underarter finns listade i Catalogue of Life.